# 李行里
李行里（：／，？—？），本贯全州，元朝軍事人物，官至高麗軍民等處達魯花赤。父親是元朝斡东千户所（今朝鲜咸镜北道恩德郡）千户李安社，李行里是李安杜的第四子。
李行里有曾孫李成桂，是朝鲜王朝开国之君。

## 生平
1275年（元世祖至元十二年三月），袭父职。
1290年（至元二十七年），迁居宜州（今朝鲜江原道元山市）。
1300年（元成宗大德四年十月），授承仕郎，管领双城（今朝鲜咸镜南道金野郡）等处高丽军民达鲁花赤。卒后，葬于安边（今朝鲜江原道安边郡）。

## 身後
1392年（朝鲜太祖元年七月），他的曾孫李成桂上谥號为“翼王”；八月，定陵号为“智陵”。
1411年（朝鲜太宗十一年四月），再定庙号为“翼祖”，改谥“康惠圣翼大王”。

## 家庭

### 妻
- 元配孙氏，出身不详。
- 继室崔氏，安边户长崔基烈之女。朝鲜太祖元年（1392年）七月，谥为“贞妃”；八月，定陵号为“淑陵”。朝鲜太宗十一年（1411年）四月，改谥“贞淑王后”。

### 子女

#### 子
- 朝鲜高宗九年（1872年）十二月，追封大君。

1. 咸宁大君 李安
2. 咸昌大君 李长
3. 咸原大君 李松
4. 朝鲜度祖 李椿
5. 咸川大君 李源
6. 咸陵大君 李古泰
7. 咸阳大君 李腆
8. 咸城大君 李应巨

#### 女
- 朝鲜高宗三十八年（1901年）四月，追封公主。

1. 安懿公主